# Vereniging voor economie
De Vereniging Voor Economie is de koepelvereniging van de alumniverenigingen
van de economische faculteiten en departementen van Vlaamse universiteiten en hogescholen :
Ekonomika Alumni - Liekos - Alechia - VEHUB - Voseko
Onder haar impuls worden de tweejaarlijkse Vlaams Wetenschappelijk Economische Congressen en de VVE-dag georganiseerd. Tweejaarlijks wordt de VVE-Prijs voor Economie toegekend. 

## Opdrachtverklaring
De Vereniging Voor Economie vzw is de koepelvereniging van de alumniverenigingen van de economische faculteiten en departementen van Vlaamse universiteiten en hogescholen.
Zij wenst wetenschappelijk onderzoek te stimuleren in de domeinen economie, toegepaste economie, bedrijfskunde en management om zo een brug te slaan tussen theorie en praktijk. De VVE wil de intellectuele en sociale contacten tussen de economisten onderling bevorderen, evenals deze met de sociaal-economische actoren.
De Vereniging voor Economie vzw wil zich als gesprekspartner profileren ten aanzien van de beleidsmakers en besteedt aandacht aan de ethische dimensie, de maatschappelijke relevantie, de ontwikkeling van het beroep en de nieuwe professionele noden. Zij wil de interactie van de Vlaamse economist met de internationale omgeving bevorderen op het vlak van vorming, onderzoek en beroepsuitoefening.